# USS Holt (DE-706)
USS Holt (DE-706) là một tàu hộ tống khu trục lớp Rudderow từng phục vụ cùng Hải quân Hoa Kỳ trong Chiến tranh Thế giới thứ hai. Nó là chiếc tàu chiến duy nhất của Hải quân Hoa Kỳ được đặt cái tên này, theo tên Trung úy Hải quân William Mack Holt (1917-1942), phi công từng phục vụ cùng Liên đội Tiêm kích VF-3 trên tàu sân bay Saratoga (CV-3), đã tử trận vào ngày 7 tháng 8, 1942 trong Chiến dịch Guadalcanal và được truy tặng Huân chương Chữ thập Hải quân. Nó đã phục vụ cho đến khi chiến tranh kết thúc, xuất biên chế năm 1946, rồi được chuyển cho Hàn Quốc và tiếp tục phục vụ cùng Hải quân Cộng hòa Hàn Quốc như là chiếc ROKS Chung Nam (DE-73) cho đến năm 1984. Con tàu cuối cùng bị tháo dỡ. Holt được tặng thưởng hai Ngôi sao Chiến trận do thành tích phục vụ trong Thế Chiến II.

## Thiết kế và chế tạo
Lớp Rudderow có thiết kế hầu như tương tự với lớp Buckley trước đó; vì giữ lại kiểu động cơ turbine-điện General Electric, cung cấp điện năng cho mô-tơ điện để dẫn động hai trục chân vịt. Lớp này còn được gọi là kiểu TEV, do hệ thống động lực Turbo-Electric và cỡ pháo 5-inch (V).
Dàn pháo chính được nâng cấp lên hai khẩu pháo 5 inch (130 mm)/38 cal trên hai tháp pháo nòng đơn, được phân bố một phía trước mũi và một phía sau tàu. Hỏa lực phòng không được nâng lên hai khẩu đội pháo phòng không Bofors 40 mm nòng đôi và mười pháo phòng không Oerlikon 20 mm. Vũ khí chống ngầm bao gồm một dàn súng cối chống tàu ngầm Hedgehog Mk. 10 (có 24 nòng và mang theo 144 quả đạn); hai đường ray Mk. 9 và tám máy phóng K3 Mk. 6 để thả mìn sâu. Con tàu vẫn giữ lại ba ống phóng ngư lôi Mark 15 21 inch (533 mm), và được trang bị radar SL dò tìm không trung và radar SC/SA dò tìm mặt biển. Thủy thủ đoàn đầy đủ bao gồm 15 sĩ quan và 168 thủy thủ.
Holt được đặt lườn tại xưởng tàu của hãng Defoe Shipbuilding Co. ở Bay City, Michigan vào ngày 28 tháng 11, 1943. Nó được hạ thủy vào ngày 15 tháng 2, 1944, được đỡ đầu bởi bà Robert Holt, mẹ của Trung úy Holt, và nhập biên chế cùng Hải quân Hoa Kỳ tại New Orleans, Louisiana vào ngày 9 tháng 6, 1944 dưới quyền chỉ huy của Hạm trưởng, Thiếu tá Hải quân Victor Blue.

## Lịch sử hoạt động

### USSHolt

#### 1944
Sau khi hoàn tất việc chạy thử máy huấn luyện tại khu vực Bermuda, Holt quay trở về Boston, Massachusetts để sửa chữa sau chạy thử máy trước đi đến Norfolk, Virginia vào ngày 8 tháng 8, 1944. Tại đây nó tiến hành những thử nghiệm ở vùng nước nông trên sông Patuxent, Maryland cho đến ngày 19 tháng 8, rồi gia nhập Đội hộ tống 74 tại Norfolk. Nó đã tháp tùng để bảo vệ các tàu sân bay hộ tống Wake Island (CVE-65) và Mission Bay (CVE-59) đi từ Norfolk đến Newport, Rhode Island, rồi lên đường vào ngày 5 tháng 9 để tuần tra chống tàu ngầm dọc theo vùng bờ Đông Hoa Kỳ. Nó đã đi đến trợ giúp cho chiếc tàu buôn SS George Ade bị trúng ngư lôi vào ngày 12 tháng 9, rồi tham gia vào việc truy lùng chiếc tàu ngầm U-boat Đức đã tấn công George Ade. Tuy nhiên việc tìm kiếm bị hủy bỏ vào ngày hôm sau do một cơn bão đang đến gần, Holt và quay trở về Norfolk.
Sau khi hộ tống các đoàn tàu vận tải ven biển đi lại giữa Boston và New York, Holt cùng Đội hộ tống 74 chuẩn bị để được điều động sang khu vực Mặt trận Thái Bình Dương. Họ băng qua kênh đào Panama vào ngày 23 tháng 10, rồi tiếp tục đi ngang qua các quần đảo Galápagos và Society trước khi đi đến Hollandia, New Guinea vào ngày 21 tháng 11. Con tàu gia nhập Đệ Thất hạm đội rồi khởi hành vào ngày 28 tháng 11, tham gia lực lượng tàu sân bay để hướng sang vịnh Leyte, Philippines nhằm hỗ trợ cho hoạt động tác chiến của lực lượng trên bộ.
Sau khi hoàn thành nhiệm vụ vào ngày 11 tháng 12, Holt lên đường cùng một đoàn tàu vận tải hướng đến Mindoro nhằm xây dựng một căn cứ xuồng phóng lôi PT-boat trên đảo này, một bước quan trọng trong chiến dịch giải phóng Philippines. Khi lực lượng đổ bộ lên bờ vào ngày 15 tháng 12, hỏa lực của con tàu đã trợ giúp bảo vệ đoàn tàu vận tải cũng như đánh trả những đợt không kích của máy bay đối phương. Nó cùng đoàn tàu vận tải quay trở về Leyte vào ngày 17 tháng 12, rồi ở lại khu vực vịnh San Pedro cho đến ngày 22 tháng 12.

#### 1945
Sau đó Holt lên đường đi New Guinea ngang qua đảo Manus, nơi đảm nhiệm vai trò hộ tống các đoàn tàu vận tải tiếp liệu tăng viện cho Philippines. Nó khởi hành từ Hollandia vào ngày 8 tháng 1, 1945, hộ tống cho đoàn tàu vận chuyển tiếp liệu và lực lượng tăng viện đi sang vịnh Lingayen, Luzon. Đoàn tàu đi theo lối vịnh San Pedro và đi đến vịnh Lingayen vào ngày 21 tháng 1. Chiếc tàu hộ tống khu trục bắt đầu tuần tra chống tàu ngầm tại khu vực vận chuyển và đổ bộ cho đến ngày 27 tháng 1, bảo vệ cho các tàu vận tải và tàu đổ bộ, và đã bắn rơi một máy bay tấn công tự sát Kamikaze của đối phương vốn suýt đâm trúng con tàu vào ngày 23 tháng 1.
Rời vịnh Lingayen vào ngày 27 tháng 1, Holt đi đến vịnh San Pedro hai ngày sau đó, và sau một chuyến hộ tống vận tải khác đi sang vịnh Lingayen, nó đi đến khu vực vịnh Subic vừa mới được giải phóng vào ngày 12 tháng 2. Nó hoạt động hộ tống cho việc ra vào cảng cho đến ngày on 27 tháng 3, khi nó lên đường hỗ trợ cho một trong những hoạt động sau cùng nhằm bình định Luzon. Đi đến ngoài khơi Legaspi vào ngày 1 tháng 4, con tàu đã bắn hải pháo hỗ trợ cho cuộc đổ bộ, rồi quay trở lại vịnh Subic để hộ tống cho đoàn tàu đưa lực lượng tăng viện đến Legaspi, tiếp tục đổ bộ trong các ngày 7 và 8 tháng 4. Việc chiếm được thành phố này cho phép lực lượng Đồng Minh kiểm soát được bờ biển dọc theo eo biển San Bernardino, rút ngắn được con đường tiếp vận đi từ vịnh Leyte sang các khu vực tấn công bên bờ biển phía Tây của quần đảo Philippine.
Quay trở lại vịnh San Pedro, Holt sau đó đi đến Morotai để tham gia một đoàn tàu vận tải hỗ trợ cho chiến dịch tấn công lên Tarakan, Borneo, mục tiêu đầu tiên của một loạt các hoạt động đổ bộ tại đảo Đông Ấn thuộc Hà Lan này. Lực lượng Lục quân Hoàng gia Australia đã chiếm được Tarakan vào ngày 1 tháng 5 dưới sự hỗ trợ của không lực Hải quân và Thủy quân Lục chiến Hoa Kỳ, và Holt đi đến cùng các tàu tiếp liệu năm ngày sau đó. Con tàu phải luôn trong trạng thái trực chiến nhằm đề phòng người nhái tự sát Fukuryu và mìn hà (limpet mine) đối phương khi ở lại trong khu vực, cho đến khi rời Borneo vào ngày 9 tháng 5 để quay trở lại vịnh San Pedro.
Sau khi Nhật Bản chấp nhận đầu hàng vào ngày 15 tháng 8, giúp chấm dứt vĩnh viễn cuộc xung đột, Holt được sửa chữa trong một ụ nổi trước khi làm nhiệm vụ quan trắc thời tiết tại khu vực Đông biển Đông, hỗ trợ cho việc di chuyển của tàu bè trong khu vực. Hoàn thành nhiệm vụ vào ngày 18 tháng 12, nó đón lên tàu 75 hành khách để vận chuyển về Hoa Kỳ rồi khởi hành, đi ngang qua quần đảo Marshall và Trân Châu Cảng trước khi về đến San Francisco, California vào ngày 9 tháng 1, 1946. Holt được cho xuất biên chế vào ngày 2 tháng 7, 1946 và được đưa về Hạm đội Dự bị Thái Bình Dương, neo đậu cùng Đội San Diego.

### Chung Nam(D-73/DE-821)
Vào tháng 12, 1962, Holt được chuẩn bị để chuyển giao cho một nước đồng minh. Nó được chuyển cho Cộng hòa Hàn Quốc vào ngày 19 tháng 6, 1963 trong khuôn khổ Chương trình Viện trợ Quân sự, và nhập biên chế cùng Hải quân Cộng hòa Hàn Quốc như là chiếc Chung Nam (D-73) (충남-Trung Nam). Quyền sở hữu vĩnh viễn con tàu được chuyển cho Hàn Quốc vào ngày 15 tháng 11, 1974, và tên của Holt được rút khỏi danh sách Đăng bạ Hải quân Hoa Kỳ cùng ngày hôm đó. Số hiệu tàu chuyển sang DE-821 vào năm 1980, và cuối cùng nó ngừng hoạt động vào ngày 31 tháng 1, 1984.

## Phần thưởng
Holt được tặng thưởng hai Ngôi sao Chiến trận do thành tích phục vụ trong Thế Chiến II.
|  |  | Bronze star · Bronze star |
|  |  | Bronze star               |

| Dãi băng Hoạt động Tác chiến (truy tặng) | Huân chương Chiến dịch Hoa Kỳ            | Huân chương Chiến dịch Châu Á-Thái Bình Dương với 2 Ngôi sao Chiến trận |
| Huân chương Chiến thắng Thế Chiến II     | Đơn vị Tuyên dương Tổng thống Philippine | Huân chương Giải phóng Philippine với 1 Ngôi sao Chiến trận             |